# Nolan Yonkman
Nolan Yonkman, född 1 april 1981, är en kanadensisk professionell ishockeyspelare som spelar för JYP i FM-ligan. Han har tidigare spelat för Anaheim Ducks, Florida Panthers, Phoenix Coyotes och Washington Capitals på NHL–nivå.
Han draftades i andra rundan i 1999 års draft av Washington Capitals som 37:e spelare totalt.